# César Bolívar
César Agusto Bolívar Masso (Caracas, 4 de septiembre de 1944-31 de mayo de 2024) fue un director, cineasta, camarógrafo, productor de imágenes y fotografía, escritor, actor y docente venezolano. Cosechó un sinnúmero de obras de la cinematografía que lo catapultaron como la figura emblemática del Nuevo Cine Venezolano con Domingo de resurrección (1982) y Homicidio culposo (1984), dirigió para la pequeña pantalla diversas series dramatizadas de gran éxito como Sangre azul y El Ciclo de Oro de Rómulo Gallegos que impacto no solo al público venezolano sino a nivel internacional, su compañera de vida fue la reconocida escritora, guionista y productora Pilar Romero.

## Biografía
Estudió derecho, pedagogía y matemáticas; sin embargo, el destino lo llevó al séptimo arte. En el cine, fue asistente de dirección de Abigail Rojas en Bárbara, y luego, a lo largo de los años setenta, trabajó como camarógrafo y director de fotografía en varios filmes del más importante realizador de Venezuela, Román Chalbaud. Debuta como director con Juan Topocho (1978) alcanzó un incuestionable éxito como director en Domingo de resurrección (1982) y Homicidio culposo (1984), siendo el filme venezolano más visto en salas en toda la historia del cine nacional, con un total de 1.335.085 espectadores, por solo contar los que asistieron a verla en su primera temporada de estreno, y esta última ganadora del Gran Premio en el Festival de Mérida, y del Concejo Municipal de Caracas. Para la televisión con su excelente dirección en Sangre azul (premiada por la Asociación de Críticos de Nueva York) y El Ciclo de Oro de Rómulo Gallegos. En el ámbito de la dramáticos de televisión fue director de la exitosa telenovela Sangre Azul y productor de la telenovela Estefanía (1979) donde participaron los primeros actores y actrices de la televisión de la época.
Tratando de aprovechar su tremendo éxito, continuó dirigiendo, Más allá del silencio (1985). En 1987, por Reflejos —la historia de una terapia de grupo a cuatro personas con problemas síquicos o de personalidad— gana el Premio Nacional de Críticos Cinematográficos, el Premio Monseñor Pellín y el Premio ANAC. En ese mismo año estrena otro largo de ficción (verdadera hazaña de un director en los constreñidos predios culturales de Latinoamérica), Colt Comando 5.56.
César Bolívar aun cuando ha manejado varios géneros, se destaca particularmente en el policial, es de los directores que coescribe todas sus películas, y tuvo el privilegio de contar con la colaboración, en ese rubro, de algunos de los mejores especialistas de la narración y la literatura en Venezuela: José Ignacio Cabrujas, Salvador Garmendía, Gustavo Michelena y Ricardo García.
César Bolívar se ha desempeñado como docente en la Academia de Ciencias y Artes del Cine y la Televisión e imparte clases en la Mención Cine en la Escuela de Artes de la Universidad Central de Venezuela. Desde la década de los 90 hasta la actualidad se ha dedicado a realizar series para la TV, y en 1995 realiza Rosa de Francia 
En la década de los setenta creó en sociedad con Román Chalbaud y Miguel Ángel Landa la productora Gente de Cine, donde se realizaron películas como La quema de Judas, Sagrado y obsceno, El pez que fuma y una parte de la serie de filmes Cangrejo.
Luego de trece años, retoma el ejercicio de director cinematográfico con Muerte en Alto Contraste (2009), primer policial que produce la Villa del Cine, que narra la historia de Gabriel, un policía muy particular, que toma la justicia por sus manos, con el fin de vengar la muerte de sus padres ocurrida cuando era niño.
Su último trabajo como cineasta fue como director fotografía de la película Tango Bar (2024), que narra la trata de mujeres para su explotación sexual.

## Como director

### Cine
- Juan Topocho (1978)
- Domingo de resurrección (1982)
- Homicidio culposo (1984)
- Más allá del silencio (1985)
- Reflejos (1987)
- Colt Comando 5.56 (1987)
- Rosa de Francia (1995)
- Muchacho solitario (1999)
- Muerte en alto contraste (2009)
- Corpus Christi (2013)

### Telenovelas
- Sangre azul (1979)
- Estefanía (1979)
- Gómez I y Gómez II (1980)
- ¿Qué pasó con Jacqueline? (1982)
- Marta y Javier (1983) versión de la radionovela Siempre te he querido
- María María (1990)
- Emperatriz (1990)
- Amor de papel (1993)
- Destino de mujer (1997)
- Cuando hay pasión (1999)
- Hechizo de amor (2000)
- Amantes de luna llena (2000)
- Engañada (2003)
- Cosita rica (2004)
- El amor las vuelve locas (2005)
- Ciudad bendita (2006)
- Tomasa Tequiero (2009)
- La mujer perfecta (2010)

## Como productor

### Telenovelas
- Estefanía (1979)
- Amor de papel (1993)

### Series de televisión
- El Ciclo de Oro de Rómulo Gallegos (1984)

## Como escritor

### Cine
- Muerte en alto contraste 2010
- Rosa de Francia 1995
- Reflejos 1987
- Homicidio culposo 1983 (co-escrita)

## Como actor
- Caso Bruzual (1989)
- Reflejos (1987)

## Dirección de fotografía
- Tango Bar 2024
- Ifigenia 1986
- Cangrejo 1982
- Bodas de papel 1979
- El pez que fuma 1977
- Sagrado y obsceno 1975

## Asistente de dirección
- Bárbara (asistente de dirección de Abigail Rojas)

## Reconocimientos
- Premio de la Asociación de Críticos de Nueva York en la serie televisiva Sangre azul
- Gran Premio en el Festival de Mérida, y del Concejo Municipal de Caracas.  Homicidio culposo (1984)
- Premio Nacional de Críticos Cinematográficos, el Premio Monseñor Pellín y el Premio ANAC.  Reflejos (1987)